# Língua kili
Kili (Kirin, Kila) ou Hezhe ou mais especificamente Qileen (奥罗克 Qílēi'ēn), é um dialeto chinês e também um dialeto Kur-Urmi da língua nanai Nanai, é uma tungúsica da Rússia e da China. O Nanai é uma língua sul-tungúsica, sendo que Kili sempre foi considerada como um dos seus dialetos, mas outros dizem que é um dialeto Norte-tungúsico.